# Христо Колев – Бащата
Вижте пояснителната страница за други личности с името Христо Колев.
Христо Колев, популярен още като „Бащата“ е бивш български футболист, легендарен състезател на Локомотив (Пловдив) и националния отбор и треньор по футбол. С родния си Локомотив е Носител на Купата на Съветската армия през сезон 1982/83. Най-успешният български футболист в Гърция – Шампион на страната с Панатинайкос през 1989/90 и Носител на Купата на Гърция през 1988/89, с Едесайкос пък е Носител на Балканската клубна купа през сезон 1992/93.

## Kариера

### Кариера като футболист
Роден е на 21 септември 1964 г. в Асеновград. Възпитаник на школата на Локомотив (Пловдив), той е привлечен в клуба по времето на треньора Атанас Ангелов. През 1980 г. става шампион с юноши – младша възраст на черно-белите. Започва професионалната си кариера в Димитровград, където отбива военната си служба. Завръща се в родния си Локомотив (Пловдив) през сезон 1984/85 като записва дебют в професионалния футбол с черно-бялата фланелка през пролетта на 1984 г. срещу отбора на Шумен (3:1). Записва общо 135 мача и 52 попадения (83 мача и 38 гола в А група и 52 мача и 14 гола в Б група) за пловдивчани, с което заема десетото място във вечната клубна ранглиста.

Христо Колев е безспорно най-успелият български футболист в Гръцката Суперлига. През сезон 1988/89 той е трансфериран от Локомотив (Пловдив) в Панатинайкос за баснословната за времето си сума от 1 200 000 долара плюс два автобуса. С екипа на Панатинайкос той става Шампион на Гърция и Носител на Купата на страната. През сезон 1990/91 преминава в Атинайкос, където записва 36 мача и 9 гола, а през 1992/93 подписва с елитния Едесайкос, с който печели Балканската клубна купа през сезон 1992/93. За Едесайкос играе в продължение на 4 сезона отбелязвайки 29 гола в 129 мача.
За националния отбор отбелязва 8 гола в 20 мача. Един от основните футболисти в националния отбор на Световното първенство в Мексико през 1986, където взима участие във всичките 4 двубоя на тима. За олимпийския национален отбор записва 3 мача, а за младежкия национален отбор 4 мача, в които вкарва и 2 попадения.
Христо Колев е изключителен изпълнител на преки свободни удари от всякакви позиции.

### Треньорска кариера
През 2014 г. Христо Колев става старши треньор на Локомотив (Пловдив) като заема мястото на Неделчо Матушев. Дебютът му като наставник на черно-белите е срещу Литекс (Ловеч) на стадион „Локомотив“ на 3 октомври 2014 г.

## Успехи
България
- Осминафиналист на Световно първенство – СП-1986

Локомотив Пловдив
- Купа на Съветската армия (1 път) – 1982/83
- Промоция в А група (1 път) – 1984/85

Панатинайкос
- Шампион на Гърция (1 път) – 1989/90
- Носител на Купата на Гърция (1 път) – 1988/89

Едесайкос
- Носител на Балканската клубна купа (1 път) – 1992/93